# 陈世炬
陈世炬（1963年—），贵州六枝人，中华人民共和国政治人物，曾任中共中央办公厅副主任、中央保密委员会副主任、中央文明办副主任，第十二届全国政协常务委员。曾经担任中共中央总书记胡锦涛办公室主任，是胡的核心幕僚之一。1985年畢業於贵州大学哲学，长期担任胡锦涛的政治秘书。1986年加入中共贵州省委办公厅任省委书记胡锦涛的正处级秘书，1988年12月任中共西藏自治区党委书记胡锦涛办公室副局级秘书。
1992年10月胡锦涛当选中共中央政治局常委后开始出任“胡锦涛同志办公室”正局级秘书，2002年-2013年任“中共中央总书记办公室”主任和国家主席办公室主任（副部长级）。2013年3月胡锦涛退休后，陈世炬当选第十二届全国政协常务委员，同月起任中共中央办公厅副主任（正部长级）。2015年1月兼任中央精神文明建设指导委员会办公室副主任。2018年1月，当选第十三届全国政协委员。至2023年1月，中国人民政治协商会议第十四届全国委员会委员名单中并未找到陈世炬其名，卸下政协相关职务退休。